# Booker T. Laury
Booker T. Laury (2 de septiembre de 1914 - 23 de septiembre de 1995) fue un pianista y cantante de blues estadounidense. 
Su estilo era el barrelhouse, que se tocaba en casas muy humildes conformadas por barriles que sostenían listones de madera. El único instrumento de esos salones era el piano, y el cantante debía esforzar mucho la voz para poder ser escuchado en medio de tanto bullicio. La calle Beale, en Memphis, sede de muchos clubs nocturnos y bares temáticos, era el escenario natural del desempeño de Booker, quien, por un accidente, perdió el dedo meñique de su mano izquierda, lo que no le impidió ser un virtuoso del piano y un símbolo del blues de dicha ciudad. 
Su consagración le llegó tardíamente, en 1989, a raíz de su participación en el film Great Balls of Fire!, donde Dennis Quaid interpretaba a Jerry Lee Lewis. En ese film, Booker interpretó el blues "Big legged woman" que abre el film en su escenario natural, el barrelhouse. Booker grabó dos discos: Uno en vivo editado como Blues On The Prowl (1994), y uno de estudio llamado Nothin' But the Blues (1993). Intervino en varios discos de blues de autores surtidos, y también en el especialMemphis Piano Blues Today junto a otro pianista de Memphis, Mose Vinson. Booker falleció en 1995.